# Gajusz Semproniusz Tuditanus
Gajusz Semproniusz Tuditanus, łac. Gaius Sempronius Tuditanus (II w. p.n.e.) – rzymski polityk, konsul 129 roku p.n.e. i pisarz, autor dzieła poświęconego urzędom republiki oraz (przypuszczalnie) pracy poświęconej dziejom Rzymu, zaliczany do annalistów średnich.
Był optymatą, słynął jako znakomity mówca. W 129 roku p.n.e. objął konsulat. Piastując ten urząd miał rozstrzygnąć kontrowersje i spory wokół reformy Tyberiusza Semproniusza Grakchusa. Senat, na wniosek Scypiona Afrykańskiego Młodszego, przeniósł na konsula kompetencje sądownicze komisji agrarnej, powstałej z inicjatywy Grakchusa. Semrponiusz Tudinatus uchylił się jednak od tego zadania, odmawiając korzystania z nadanych uprawnień, czym sparaliżował prace komisji. 
Wkrótce potem rozpoczął kampanię wojenną do Ilirii, przeciwko Istrom (Histrom) lub Japygom), w której początkowo nie odnosił sukcesów, lecz ostatecznie zwyciężył, w czym pomógł mu jego legat Decymus Juniusz Brutus Gallaikus. Konsula uhonorowano triumfem, a ponadto poeta Hostiusz, któremu patronował, poświęcił temu sukcesowi epos Bellum Histricum. Oprócz tego zwycięski wódz, by uwiecznić swoje dokonanie, umieścił posąg boga rzeki w pobliżu Duino oraz pamiątkową inskrypcję wierszem saturnijskim w Akwilei. 
Semproniusz Tuditanus napisał dzieło pod tytułem Libri magistratuum (Księgi urzędników, Księgi urzędnicze), w co najmniej trzynastu księgach, przedstawiające powstanie, ewolucję, zakres władzy i strukturę urzędów republiki. Praca ta nie zachowała się, przetrwały z niej zaledwie dwa fragmenty – jeden przytoczony przez Makrobiusza z podaniem tytułu, natomiast drugi u Gelliusza, odwołujący się do księgi trzynastej, jednak nadający inny tytuł, Commentari (Zapiski). 
Oprócz tego zachowało się jeszcze sześć urywków autorstwa konsula 129 roku p.n.e., dotyczących greckiej obecności w Italii i Aboriginów, odnalezienia ksiąg Numy Pompiliusza, ustanowienia dwóch trybunów ludowych, początków dni targowych (nundinae), tortur i śmierci Regulusa w kartagińskiej niewoli oraz osoby Tytusa Kwinkcjusza Flaminina. Co do ich pochodzenia nie ma pełnej jednomyślności wśród badaczy. W myśl jednej koncepcji są to także fragmenty Libri magistratuum, bowiem ich treść pasuje do dzieła o urzędach. Jednak według odmiennego poglądu, ze względu na to, że podobną tematykę poruszali także rzymscy historycy, te urywki stanowią pozostałości odrębnej pracy, czysto historiograficznej – przypuszczalnie o układzie annalistycznym, obejmującej wydarzenia od czasów najdawniejszych po II wojnę macedońską. Stąd wynika zaliczanie autora do grupy annalistów średnich, choć istnienia jego drugiego dzieła nie potwierdzają jednak wprost żadne inne źródła. Zagadnienie to jest trudne do rozstrzygnięcia, bowiem te sześć urywków równie dobrze odpowiada pracy z zakresu historii, jak i opisującej urzędy.
Odwołania do Semproniusza Tuditanusa występują, poza Makrobiuszem i Gelliuszem, u Dionizjusza, Plutarcha, Pliniusza Starszego i Askoniusza Pedianusa, komentatora Cycerona. Zachowane fragmenty wydano w Historicorum Romanorum reliquiae Hermanna Petera i L’annalistique romaine Martine Chassignet.